# کشیشتف تینیتس
کشیشتف تینیـِتس (لهستانی: Krzysztof Tyniect‏ تلفظ نام‌کوچک لهستانی: [ˈkʂɨʂtɔf]؛ ‏ زادهٔ ۵ فوریه ۱۹۵۶) بازیگر، کمدین، صداپیشه، خواننده و مجری اهل لهستان است. او در سال ۲۰۱۴ برندهٔ نشان سیمین شایستگی در فرهنگ - گلوریا آرتیس شد.
از فیلم‌ها یا مجموعه‌های تلویزیونی که وی در آن‌ها نقش داشته است، می‌توان به خویشاوندان سببی،ع چون عشق، پزشکان، طایفه، خانه کشیش، پرستار کودک، کارآگاهان جنایی، ورای تخت جراحی و خانه اشاره نمود.